# فاتائو
فاتائو (به لاتین: Fatao) یک منطقهٔ مسکونی در مالی است که در استان کایس واقع شده‌است.
 فاتائو  ۹٬۲۳۹ نفر جمعیت دارد.